# Polska Liga Siatkówki (przedsiębiorstwo)
Polska Liga Siatkówki SA, PLS SA (do 2 października 2018 r. – Profesjonalna Liga Piłki Siatkowej SA, PLPS SA) – polska spółka akcyjna, organizująca i prowadząca rywalizację dla zawodowych klubów siatkarskich (męskich i żeńskich) w Polsce:
- Rozgrywki ligowe o mistrzostwo Polski:
  - PlusLiga
  - Tauron Liga
- Pozostałe rozgrywki ligowe:
  - PLS 1. Liga (I liga mężczyzn)
- Pozgrywki pucharowe:
  - Puchar Polski mężczyzn (począwszy od tej fazy rozgrywek, w której do rywalizacji przystąpią drużyny PlusLigi)
  - Puchar Polski kobiet (począwszy od tej fazy rozgrywek, w której do rywalizacji przystąpią drużyny Tauron Ligi)
  - Superpuchar Polski mężczyzn
  - Superpuchar Polski kobiet
- Pozostałe imprezy:
  - Mistrzostwa Polski Oldbojów (MP Masters mężczyzn oraz MP Masters kobiet)
- Imprezy okolicznościowe w przeszłości:
  - Mecz Gwiazd PlusLigi
  - Mecz Gwiazd PlusLigi Kobiet (w 2009 r. i 2010 r.)
  - Amatorska Liga

Nadrzędną misją PLS SA jest stałe podnoszenie poziomu rozgrywek ligowych w Polsce.
PLS SA uprawniona jest do dysponowania prawami do transmisji telewizyjnych, radiowych oraz internetowych, związanych z prowadzonymi rozgrywkami oraz do dysponowania prawami reklamowymi do rozgrywek (zarówno w zakresie uprawniania podmiotów do używania określeń Sponsor Główny, Sponsor lub Partner Ligi), a także do dysponowania nazwą, znakami towarowymi oraz centralną powierzchnią reklamową w halach rozgrywania meczów.

## Historia
Profesjonalna Liga Piłki Siatkowej SA została założona 30 czerwca 2000 w Poznaniu, gdy przed meczem Polska – Hiszpania w Lidze Światowej uroczyście podpisano jej akt notarialny. Udziałowcami spółki zostało 10 klubów ówczesnej I ligi Serii A siatkarzy oraz Polski Związek Piłki Siatkowej. Podczas zebrania założycielsko-organizacyjnego przyjęto i podpisano jej statut, wybierając jednocześnie Radę Nadzorczą i powołując Zarząd, na czele którego stanął prezes Artur Popko.
27 lipca 2000 spółka została wpisana do rejestru handlowego-prowadzonego przez Wydział Gospodarczy Rejestrowy Sądu Rejonowego dla miasta stołecznego Warszawy - uzyskując tym samym osobowość prawną, z kapitałem wyjściowym wynoszącym 1.100.000,00 złotych (bowiem każdy z jej udziałowców wpłacił po 100.000,00 PLN).
22 sierpnia 2000 w Warszawie ówczesny prezes Urzędu Kultury Fizycznej i Sportu - Mieczysław Nowicki, podpisał koncesję na prowadzenie rozgrywek zawodowych. Siatkówka, jako czwarta dyscyplina w Polsce - po boksie, koszykówce i piłce nożnej - otrzymała prawo organizowania zawodowych rozgrywek ligowych oraz rozgrywek o Puchar Polski począwszy od tej ich fazy, do której rywalizacji przystąpią drużyny ligi zawodowej. Przekazanie uprawnień Lidze nastąpiło w warunkach sporządzonej i podpisanej umowy, przedłużonej 18 września 2003, a następnie 14 marca 2004. Zarząd spółki podpisał 25 września 2000 umowę z klubami, uczestniczącymi w rozgrywkach ligi zawodowej, w której uregulowane zostały zasady funkcjonowania ligi oraz przekazanie praw telewizyjnych i reklamowych do rozgrywek profesjonalnych. Załącznikiem do umowy jest "Regulamin Profesjonalnego Współzawodnictwa w Piłce Siatkowej Mężczyzn", według którego prowadzone są rozgrywki.
7 listopada 2001 został wprowadzony w życie regulamin Sądu Polubownego PLS, a 12 grudnia 2001 ukonstytuował się pierwszy, dziewięcioosobowy skład Sądu z jego prezesem, zastępcą prezesa i sekretarzem. Było to wypełnienie obowiązku, ustalonego w regulaminie Ligi.
Historycznym dniem w zawodowych rozgrywkach ekstraklasy siatkówki był 15 kwietnia 2008. Tego dnia PLPS SA oraz Polkomtel SA podpisały pięcioletnią umowę sponsorską, na mocy której od sezonu 2008/09 sieć telefonii komórkowej Plus stała się sponsorem tytularnym ekstraklasy siatkarskiej kobiet i mężczyzn. Rozgrywki ligi mężczyzn od tego czasu nazywały się PlusLiga (dawniej PLS), natomiast w przypadku pań – PlusLiga Kobiet (dawniej Liga Siatkówki Kobiet), obecnie Orlen Liga.
17 sierpnia 2005 PLPS SA przejęła nadzór nad rozgrywkami najwyższej klasy rozgrywkowej kobiet – od sezonu 2012/13 pod nazwą Orlen Liga.
W sezonie 2010/11 ruszyły rozgrywki Młodej Ligi. Każdy klub zawodowy ma obowiązek utrzymywania ekipy młodzieżowej. W Młodej Lidze mogą występować zawodnicy, którzy nie ukończyli 23 lat. Od sezonu 2013/14 zwycięska drużyna zostaje młodzieżowym mistrzem Polski.
2 października 2018 r. spółka przyjęła nową nazwę - Polska Liga Siatkówki Spółka Akcyjna.
Od sezonu 2018/2019 PLS przejęła od PZPS zarządzanie rozgrywkami I ligi mężczyzn (drugiego poziomu ligowego).

## Prezesi Zarządu
| Imię i nazwisko     | Okres urzędowania |
| ------------------- | ----------------- |
| Artur Popko         | VI 2000 – XI 2014 |
| Piotr Sieńko (p.o.) | XI 2014 – II 2015 |
| Jacek Kasprzyk      | II 2015 – VI 2016 |
| Artur Popko         | VI 2016 – II 2017 |
| Wojciech Czayka     | II 2017 – XI 2017 |
| Artur Popko         | XI 2017 – I 2019  |
| Paweł Zagumny       | I 2019 – XI 2020  |
| Artur Popko         | XI 2020 –         |